# Basaces
Basaces (griego βαγασάϰης o βαγασσάϰης) era un comandante persa durante la invasión de Grecia (481-479 a. C.), donde dirigió, según Heródoto, a los "tracios de Asia Menor". Heródoto también lo llama hijo de Artabano, el cual, aunque no se den mayores especificaciones, se trata probablemente de un hermano menor del rey Darío I.
Basaces puede ser identificado con cierto Bakanšakka, mencionado en las Tablillas de la Fortaleza de Persépolis. Este Bakanšakka es esposo de Pandušašša, y es llamado "yerno del rey", es decir, de Darío I.